# Feuerwehr Aachen
Die Feuerwehr Aachen ist als Fachbereich (FB) 37 der Stadtverwaltung Aachen dem Dezernat V „Personal, Organisation und Soziales“ unterstellt. Sie gliedert sich in eine Berufsfeuerwehr (BF) mit vier Feuerwachen (FW) und in eine Freiwillige Feuerwehr (FF) mit zwölf Standorten.

## Geschichte

### Großer Stadtbrand 1656

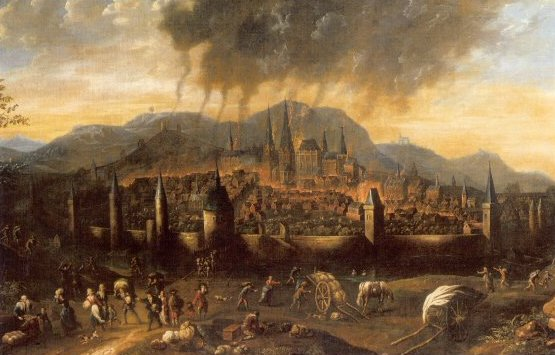
Stadtbrand Aachen
(altes Gemälde)

Am 2. Mai 1656 brach eine große Katastrophe über die Stadt herein, als die Bäckerei des Peter Maw unterhalb der Jakobstraße Feuer fing, und sich innerhalb von 20 Stunden fast die gesamte Stadt entzündete. Der große Stadtbrand vernichtete nach amtlicher Zählung 4.664 der etwa 5.300 Aachener Häuser; 17 Todesfälle waren zu verzeichnen. Das mittelalterliche Aachen mit seinen gotischen Bauten fiel den Flammen fast komplett zum Opfer, nur der steinerne Aachener Dom blieb verschont. Eine schnelle und wirkungsvolle Brandbekämpfung war zu dieser Zeit nicht möglich. Daraufhin wurden mehrere Feuerordnungen erlassen, die unter anderem Vorschriften zur Feuerbekämpfung, Feuerverhütung, Bestimmungen zur Löschpflicht der Einwohner und das Bereithalten von Wasser und Löschgerät enthielten.

### Gründung der Freiwilligen Feuerwehr
Im März 1836 wurde die Feuerwehr neu organisiert, und ein Brandkorps in Form einer Freiwilligen Feuerwehr aufgestellt. Es gliederte sich in acht Kompanien, eine Rettungs- und eine Handwerkerkompanie. Der erste Oberst des Brandkorps war der vormalige Beigeordnete Bürgermeister Josef Tilmans (1775–1839).
Es zeigte sich jedoch spätestens bei einem Großbrand in der Tuchfabrik Toenis im Jahr 1866, der nicht rechtzeitig bekämpft werden konnte, dass die Organisation der Feuerwehr noch ungenügend war. Emil Lochner, ebenfalls Tuchfabrikant und seit 1. Februar 1866 Kommandant der Feuerwehr, nahm dies zum Anlass und veröffentlichte am 19. Dezember 1866 eine Denkschrift mit den folgenden Forderungen:
- Einrichtung eines Feuertelegraphen
- Einrichtung eines Wachposten (Wachstube mit Spritze) mit 12 Mann Bedienung, die ständig in Bereitschaft sein sollen
- Errichtung eines Übungshauses (Steigerturm) für Leiterübungen
- Einteilung der Feuerwehr in drei vor Ort kasernierte Kompanien

### Gründung der Berufsfeuerwehr
Am 1. November 1871 waren diese Forderungen Emil Lochners weitgehend umgesetzt. Es wurden drei Kompanien an drei Stellen in der Stadt kaserniert und eine Tageswache im Rathaus aufgestellt. Die drei Kompanien wurden in den neugebauten Feuerwehrkasernen Kasernenstraße und Oligsbendengasse und in vorläufig angemieteten Gebäuden im Klosterbongard (Marienbongard) kaserniert. Insgesamt umfasste die Feuerwehr damals 111 Mann, von denen allerdings nur drei Feldwebel und drei Portiers fest angestellt waren. Die übrigen Mannschaften wurden je nach geleistetem Dienst entlohnt.

## Berufsfeuerwehr
Die Berufsfeuerwehr (BF) besteht aus ca. 14 Angestellten und 435 Einsatzbeamten, von denen 70 mit ständig besetzten Funktionen bedacht sind. Im gesamten Stadtgebiet werden drei Feuer- und Rettungswachen besetzt gehalten. Neben der Hauptwache (FW 1) mit Ausrückebereich im Innenstadtbereich werden außerdem die FW 2 (Kornelimünster/Süd) sowie die FW 3 (Wache Nord) mit jeweiligen Einzugsgebieten bedient.
An jeder dieser Wachen ist ein Basiszug stationiert. Dieser Zug besteht aus:
- HLF 20
- DLK 23/12
- PTLF
- RTW

Der Brandschutz im Universitätsklinikum Aachen wird durch eine Werkfeuerwehr sichergestellt. Organisatorisch als auch personell hat das Land Nordrhein-Westfalen als Aufgabenträger diese Aufgabe vertraglich an die Stadt Aachen übergeben, welche somit die organisatorische, personelle und materielle Ausstattung der Wache der Werkfeuerwehr übernimmt (FW 8).

## Rettungsdienst
Als Träger des Rettungsdienstes leitet die Berufsfeuerwehr für die Stadt Aachen den Rettungsdienst (Abt. 300).
Die Berufsfeuerwehr ist selbst mit Rettungsmitteln von den Wachen Nord (3), Süd (2) und der Hauptwache (1) in den Rettungsdienst eingebunden. Des Weiteren sind die Hilfsorganisationen Deutsches Rotes Kreuz, Johanniter Unfallhilfe und Malteser Hilfsdienst in den Rettungsdienst und Krankentransport eingebunden. Genutzt werden im Rettungsdienst ausschließlich städtische Fahrzeuge, die durch die feuerwehreigene Werkstatt gewartet werden.
In Aachen wird das in der Region verbreitete Rendezvous-System angewandt, Rettungswagen und Notarzteinsatzfahrzeug treffen sich an der Einsatzstelle. Notarztwagen werden von der Stadt nicht eingesetzt.
Gemäß dem neuen Rettungsdienstbedarfsplan und dem Ergebnis der letzten Rettungsdienstausschreibung werden seit dem 1. Juli 2020 folgende Fahrzeuge an den einzelnen Standorten vorgehalten:
- Berufsfeuerwehr:

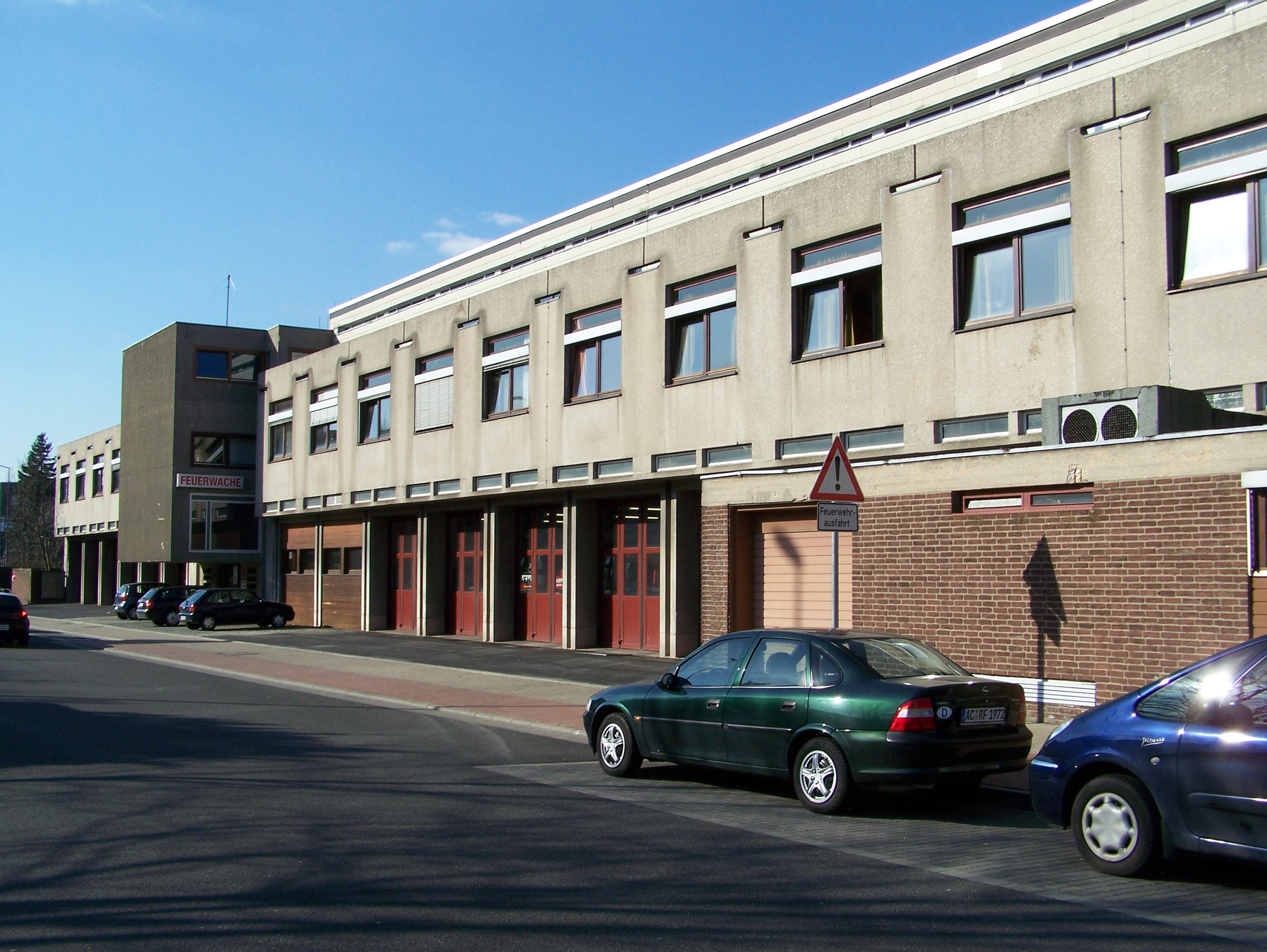
Hauptfeuerwache

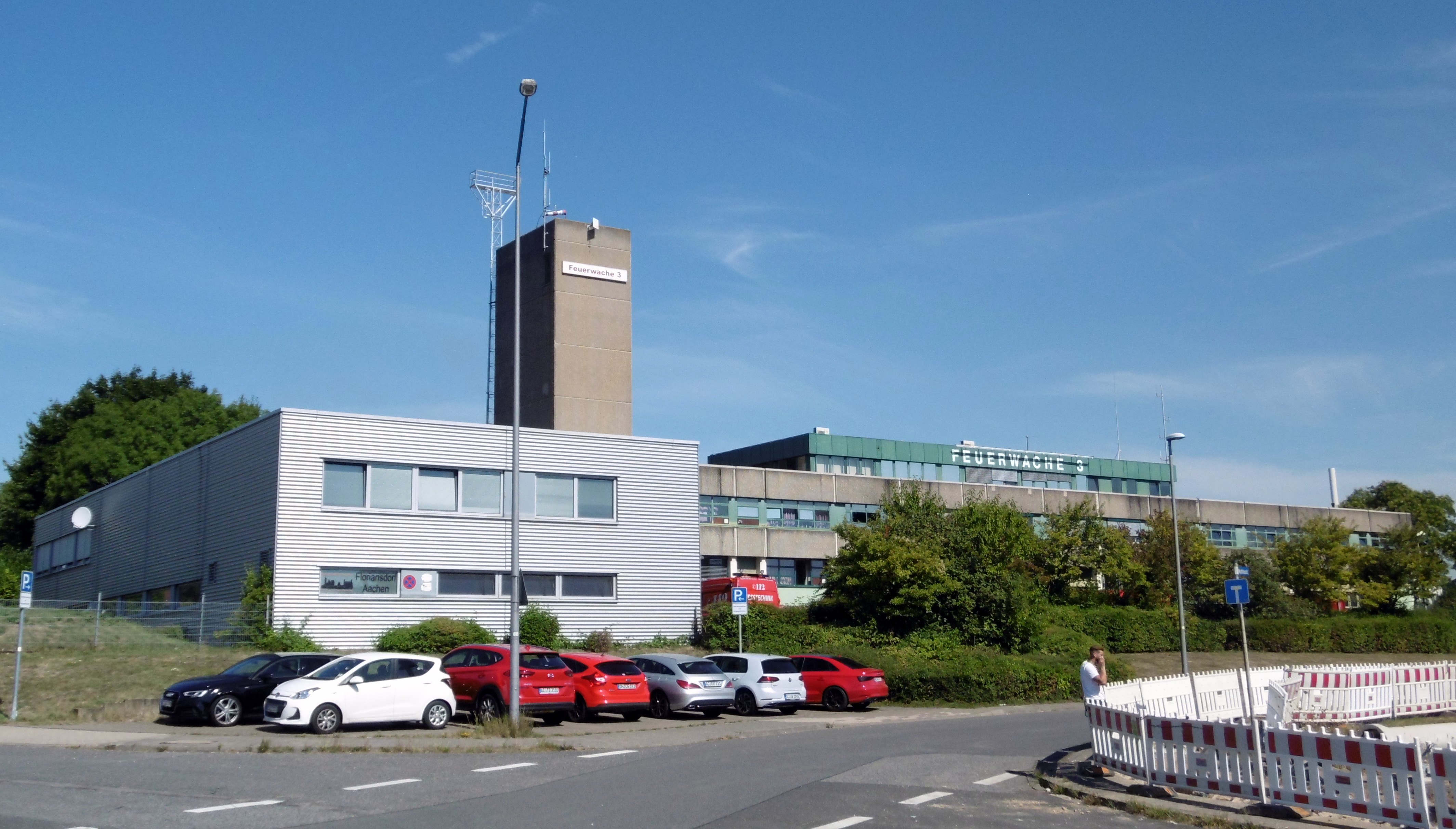
Feuer- und Rettungswache 3

- - Feuer- und Rettungswache 1 (Hauptwache, Stolberger Straße)
    - 3 Rettungswagen (RTW) im Grundbedarf (1-RTW-1 bis -3)
    - 1 RTW im Spitzenbedarf (1-RTW-4)
    - 1 RTW im Sonderbedarf/Schwerlast-/Infektions-RTW (1-RTW-5)
    - 1 RTW als Schul-RTW für RD-Schule (1-RTW-11)
    - 2 Notarzteinsatzfahrzeuge (1-NEF-1 und -2)
    - 1 NEF (Spitzen-/Sonderbedarf und Reserve – meist für den Verlege-Notarzt (VNA) genutzt)
    - 2 NEF (Reservefahrzeuge)
    - 3 Krankentransportwagen (KTW) als Infektions- und Reservefahrzeug (1-KTW-1 bis -3)

  - Feuer- und Rettungswache 2 (Wache Süd, Kornelimünster)
    - 1 RTW im Grundbedarf (2-RTW-1)
    - 1 RTW im Grundbedarf (9-RTW-1), der abwechselnd vom DRK oder von der JUH besetzt wird
      - auf Wache 2 stationiert, bis Umbauarbeiten auf Wache 9 (4. Einsatzeinheit NRW Aachen-Stadt-MHD) abgeschlossen sind

- - Feuer- und Rettungswache 3 (Wache Nord, Matthieustraße)
    - 1 RTW im Grundbedarf (3-RTW-1)
    - 1 NEF im Spitzenbedarf (3-NEF-1)
- Hilfsorganisationen:
  - Rettungswache 4 (Malteser Hilfsdienst, 1. Wache 4 Auf der Hüls; 2. KatS-Unterkunft/Wache 9 Aachen-Lichtenbusch, Monschauer Straße)
    - 1 RTW im Spitzenbedarf (Tagesdienst) (4-RTW-1)
    - 1 KTW im Grundbedarf (Tagdienst) (4-KTW-1)
    - 1 KTW im Spitzenbedarf SET MHD (4-KTW-2)

  - Rettungswache 5 (Johanniter-Unfall-Hilfe, Rotter Bruch)
    - 1 RTW im Grundbedarf (Tagesdienst – primär für Verlegungen) (5-RTW-10)
    - 3 KTW im Grundbedarf (Tagesdienst) (5-KTW-1 bis -3)
    - 1 RTW im Spitzenbedarf SET JUH (5-RTW-1)
    - 1 KTW im Spitzenbedarf SET JUH (5-KTW-4)

  - Rettungswache 6 (Deutsches Rotes Kreuz, Robensstraße und Hein-Janssen-Straße)
    - 1 RTW im Grundbedarf (6-RTW-1)
    - 1 MZ-RTW im Grundbedarf (6-RTW-10)
    - 2 RTW im Spitzenbedarf SET DRK (6-RTW-2 und -3)
    - 3 KTW im Grundbedarf (Tagdienst) (6-KTW-1 bis -3)
    - 2 KTW im Spitzenbedarf SET DRK (6-KTW-4 und -5) Der 6-KTW-4 aktuell fährt als Ersatz für den 6-RTW-10 im Regelbetrieb.

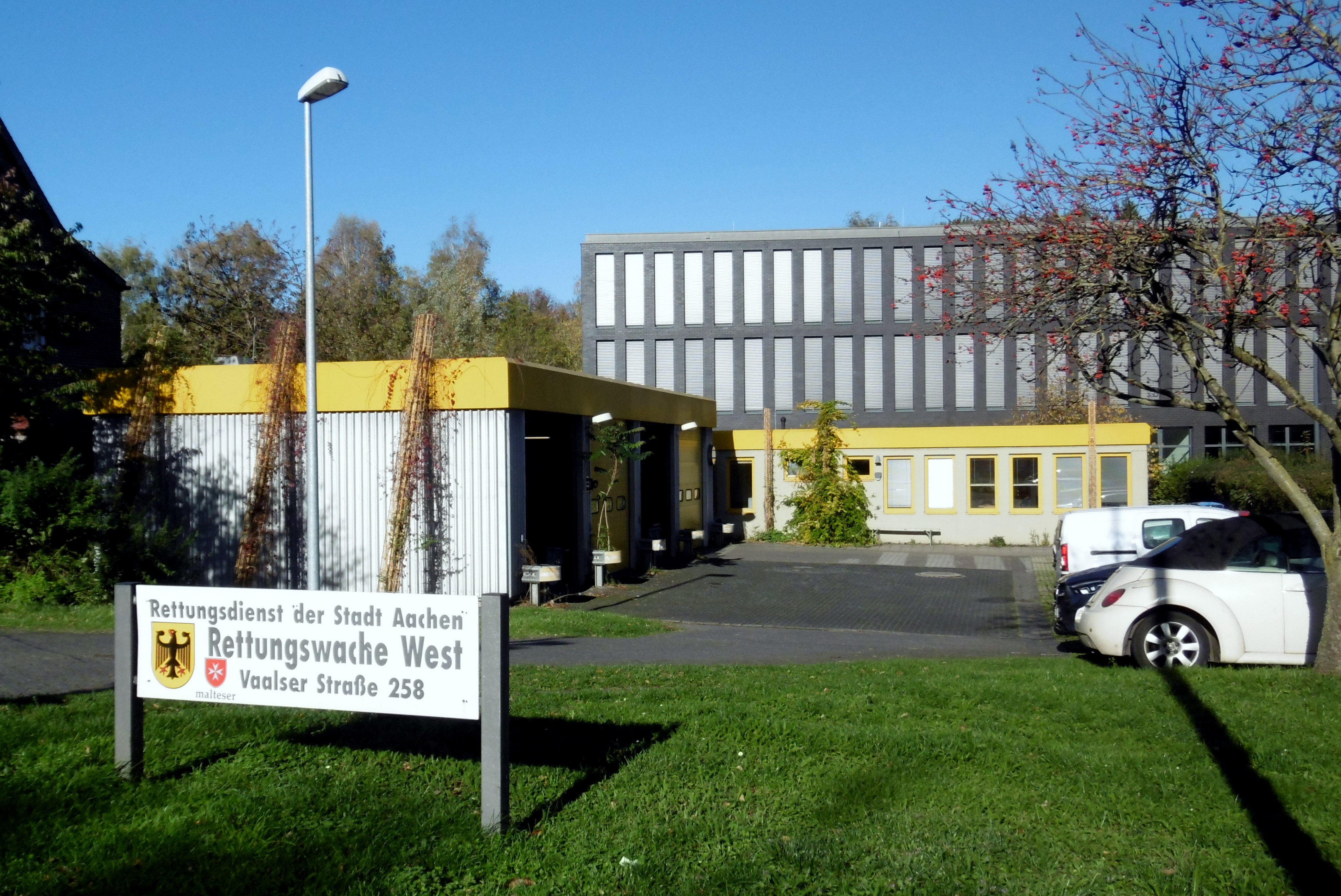
Rettungswache 7

- - Rettungswache 7 (Wache West, Malteser Hilfsdienst, Vaalser Straße)
    - 1 RTW im Grundbedarf (7-RTW-1)
    - 1 RTW im Grundbedarf (Tagdienst) (7-RTW-2)
    - 1 RTW im Grundbedarf (Tagdienst – primär für Verlegungen) (7-RTW-10)
    - 1 KTW im Grundbedarf (Tagdienst) (7-KTW-1)

  - Rettungswache 9 (Lichtenbusch)
    - Aktuell im Umbau, RTW auf Wache 2 stationiert

  - Rettungswache 10 (Deutsches Rotes Kreuz, Kackertstraße)
    - 1 RTW im Grundbedarf (10-RTW-1)
    - 1 RTW im Grundbedarf (Tagdienst) (10-RTW-2)

### Erweiterter Rettungsdienst
Die Hilfsorganisationen besetzen bei Bedarf zusätzlich Rettungsmittel. Eingesetzt werden für diese Aufgabe SET-Fahrzeuge des Regelrettungsdienstes bzw. organisationseigene Fahrzeuge.
Die Rettungsmittel werden meist durch Personal, welches sich Zuhause in Bereitschaft befindet, per DME alarmiert und besetzt.

### Fahrzeuge

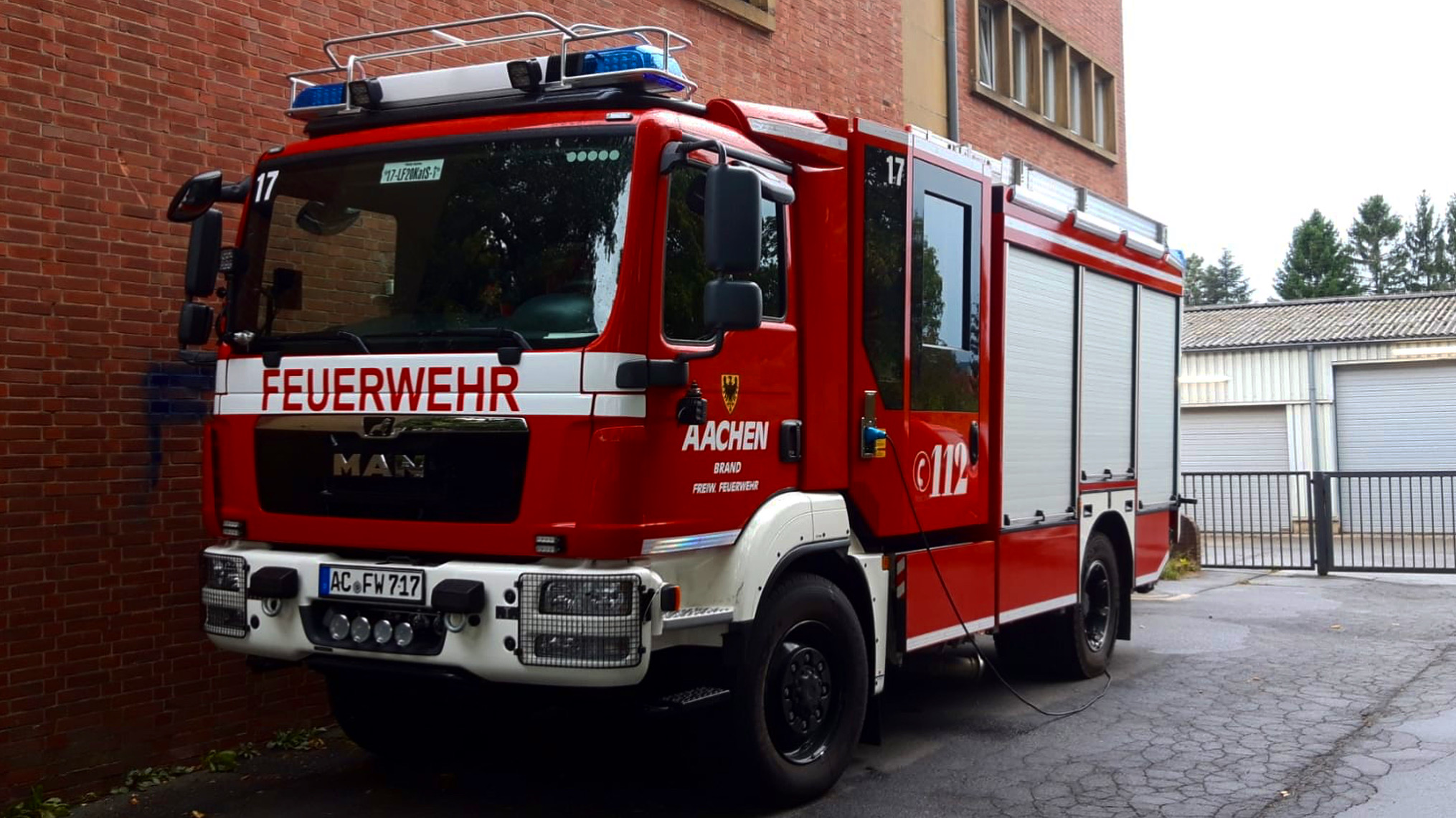
LF 20 KatS der Freiwilligen Feuerwehr Aachen LZ Brand

- Als Rettungswagen kommen Mercedes-Benz (MB) Sprinter mit Kofferaufbau zum Einsatz.
- Als Notarzteinsatzfahrzeuge kommen MB Vito zum Einsatz.
- Die Krankentransportwagen basieren auf MB Sprinter (kurze Version) in unterschiedlichen Generationen und in der neuesten Generation auf MAN TGE, da diese im Transportraum mehr Platz  bieten.[2]

### Katastrophenschutz
Der Sanitäts- und Betreuungsdienst im Katastrophenschutz der Stadt Aachen besteht aus folgenden Einheiten:
- 1. Einsatzeinheit NRW Aachen-Stadt (DRK) (Wache 10, Kackertstraße)
- 2. Einsatzeinheit NRW Aachen-Stadt (JUH) (Wache 5, Rotter Bruch)
- 3. Einsatzeinheit NRW Aachen-Stadt (MHD) (Wache 4, Auf der Hüls)
- 4. Einsatzeinheit NRW Aachen-Stadt (MHD) (Wache 9, Monschauer Straße)

Für den Massenanfall von Verletzten (MANV) steht auf der Wache Nord ein Wechselladerfahrzeug (WLF) mit Abrollcontainer (AB-MANV 50) bereit. Dieser wird zusammen mit den Gerätewagen Sanität (GW-San 25) der Einsatzeinheiten eingesetzt. Die vier Einsatzeinheiten wechseln monatlich in einem Rotationsverfahren mit der 1., 2., 3. und 4. Alarmierungspriorität durch.
Kleinere sanitätsdienstliche Lagen oder Betreuungslagen werden durch einzelnen Einsatzeinheiten oder die jeweiligen Sanitäts- oder Betreuungsgruppen bearbeitet.
Zur Umsetzung der landesweiten Katastrophenschutzkonzepte Behandlungsplatzbereitschaft 50 NRW (BHP-50 NRW) sowie Betreuungsplatzbereitschaft 500 NRW (BTP 500 NRW) werden zwei Einsatzeinheiten organisatorisch zusammengefasst. Dabei bilden die 1. Einsatzeinheit und die 3. Einsatzeinheit die Betreuungsplatzbereitschaft 500 NRW und die 2. Einsatzeinheit bildet gemeinsam mit der 4. Einsatzeinheit die Behandlungsplatzbereitschaft 50 NRW. Zur Sicherstellung der personellen Besetzung werden bei Übungen oder Einsätzen immer die jeweils nicht betroffenen Einheiten zusätzlich alarmiert, um im Bedarfsfall eine personelle Unterstützung zu stellen. Die Alarmierung der ehrenamtlichen Einheiten erfolgt hierbei mittels digitaler Funkmeldeempfänger (DME).
Weiterhin werden auch bei der Anforderung eines Patiententransportzuges 10 NRW (PTZ-10 NRW) die einzelnen Fahrzeuge und Besatzungen im Wesentlichen aus den Einsatzeinheiten zusammengezogen.

## Freiwillige Feuerwehr

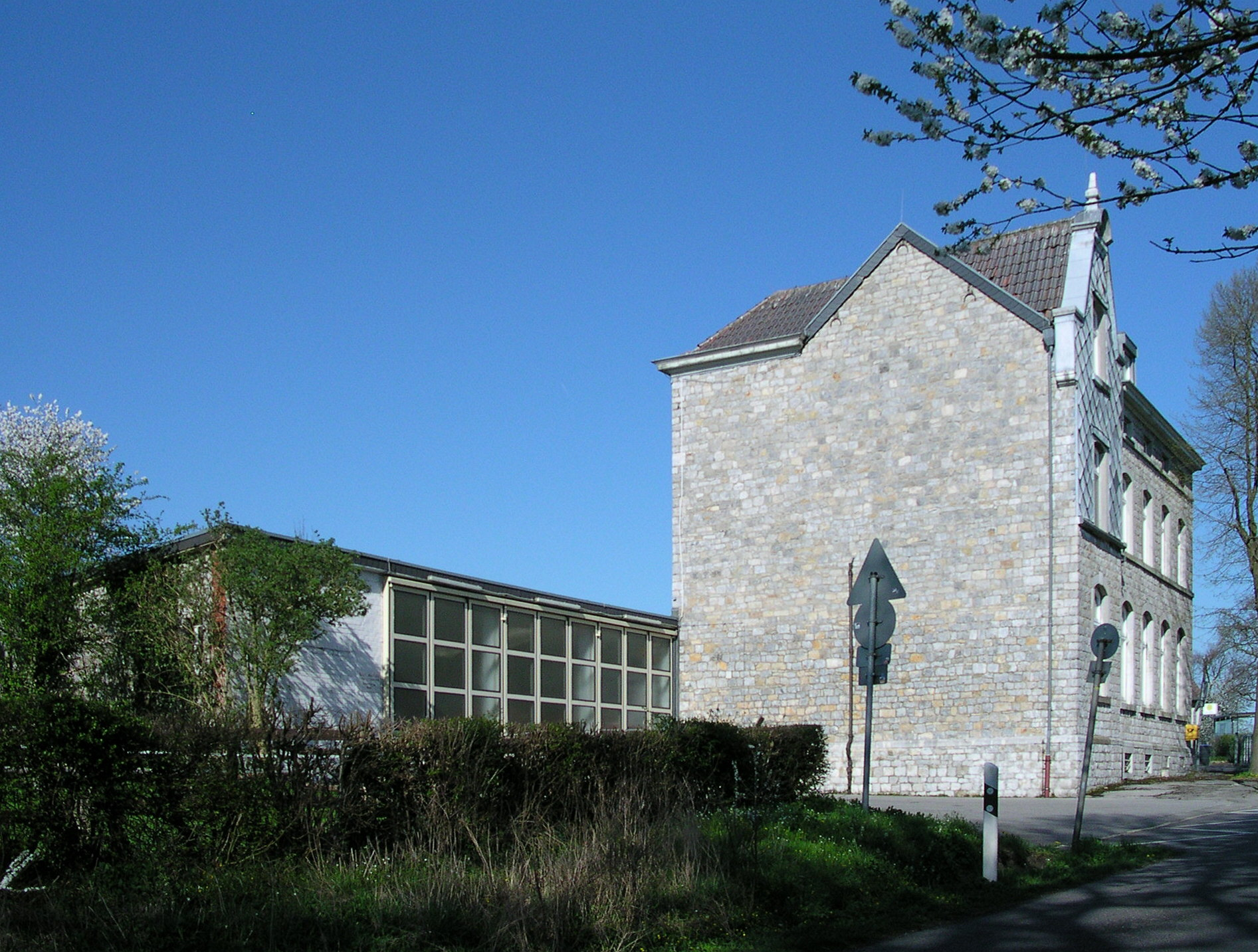
Feuerwehrhaus Sief (ehemalige Dorfschule)

Die Freiwillige Feuerwehr (FF) besteht aus elf Löschzügen und einem CBRN-Zug (Zugnummern in Klammer):
- Löschzug Richterich (10): MTF, MTF (Jugendfeuerwehr), LF 20 KatS, LF 8/6, TLF 16/24-Tr[3]
- Löschzug Laurensberg (11): MTF, LF 10, LF 20 KatS (Bundesbeschaffung), TLF 3000, GW-L2[4]
- Löschzug Nord (12): MTF, LF 10, LF 20 KatS, TLF 3000, LF 20 (Reserve)[5]
- Löschzug Mitte (13): MTF, LF 10, LF 16/12, GW-L1 (Unwetter), TLF 8/18, LF 20 KatS (Landesbeschaffung), LF 10 (Reserve)[6]
- Löschzug Haaren (14): MTF, LF 8/6, TLF 3000, GW-L1 (Unwetter), LF 20 KatS[7]
- Löschzug Verlautenheide (15):MTF, MTF (Jugendfeuerwehr), LF 20 KatS, LF 10, TLF 24/50[8]
- Löschzug Eilendorf (16): MTF, LF 10, LF 20 KatS, GW-L1 (Unwetter), TLF 16/24 Tr[9]
- Löschzug Brand (17): MTF, MTF (Jugendfeuerwehr), LF 10/6, GW-L1 (Unwetter), LF 16/12, LF 20-KatS[10]
- Löschzug Kornelimünster (18): MTF, LF 10, LF 20 KatS, TLF 3000, GW-L2[11]
- Löschzug Walheim (19): MTF, LF 10, LF 20 KatS (Bundesbeschaffung), TLF 16/24-Tr, TLF 3000[12]
- Löschzug Sief (20): MTF LF 10, LF 20 KatS (Landesbeschaffung), TLF 16/24-Tr[13]
- CBRN-Zug (21): MTF, TLF 3000, ABC-ErkKW, 2× Dekon-Lkw P[14]

Darüber hinaus gehört die Jugendfeuerwehr zur FF.
- Eine Logistikeinheit (22) und eine Lotsengruppe unterstehen als Regieeinheiten der Berufsfeuerwehr.
- IuK-Einheit (23): ELW1, MTF, FüKW, GW-IuK, GW-L2, Stromaggregat 40 kVA, Stromaggregat 250 kVA (KatS NRW)

## Fahrzeuge

### LF 20 KatS
Die Feuerwehr Aachen besitzt drei verschiedene Varianten des LF 20 KatS, die alle normgleich sind. Sie wurden vom Bund, vom Land NRW und von der Stadt Aachen beschafft. Sie sind die Nachfolger für die ausgemusterten LF 16-TS, die im Rahmen des Katastrophenschutzes damals vom Bund beschafft wurden. Zur zusätzlichen Ausrüstung zählen u. a. ein Faltbehälter mit einem Fassungsvermögen von 5.000 Litern und 30 B-Schläuche à 20 Meter.

## Spezialeinheiten
Die Spezialrettungsgruppe (SRG) Höhenrettung existiert seit 1996 und besteht aus rund 25 Beamten der Berufsfeuerwehr. Sie kann auch zu überörtlichen Einsätzen angefordert werden und rückt im Rendezvous-System aus. Je ein Fahrzeug ist auf der FW 1 und der FW 3 stationiert. Auf diesen wird neben der Ausrüstung auch die persönliche Schutzausrüstung der Beamten vorgehalten, da diese meist außerhalb ihrer Dienstzeiten alarmiert werden und sich anschließend direkt zur Einsatzstelle oder einem Sammelpunkt begeben können.

## CBRN
Bei CBRN-Einsätzen in der Stadt Aachen wird der GW-G oder der AB-CBRN alarmiert. Für die Dekontamination der Einsatzkräfte ist der Löschzug 13 (LZ 13) zuständig. Hierfür wird ein LF, das Tanklöschfahrzeug TLF 2000 und der Gerätewagen GW-Tech alarmiert. Der LZ 13 kann ebenfalls für leichte CBRN-Einsätze alarmiert werden. An Einsatzstellen mit größerer Kontamination und kontaminierten Verletzten oder Personen wird der Löschzug 21 (LZ 21) der Stadt Aachen hinzugezogen.

### CBRN-Zug
Der LZ 21 wird primär zu Erkundungseinsätzen und zur Dekontamination alarmiert. Für Einsätze zum Aufspüren von CBRN-Stoffen steht ihm ein ABC-Erkunder zur Verfügung. Für die Dekontamination von Fahrzeugen, Personen und Verletzten stehen zwei GW-Dekon-P und ein AB-V-Dekon zur Verfügung. Die GW-Dekon-P sind standardmäßig mit Rollcontainern für Dekontaminationseinsätze beladen. Die beiden Fahrzeuge können mit 2.000 Litern Leitungswasser für die Dekontamination befüllt werden. Dies kann im Einsatz erhitzt und als Warmwasser benutzt werden. Auf Grund dessen, dass der CBRN-Zug eine Katastrophenschutz Einheit des Landes Nordrhein-Westfalen ist, wird dieser auch für Unwettereinsätze und Schadenslagen eingesetzt. In unregelmäßigen Abständen wird dieser LZ als Bereitschaftszug eingesetzt z. B. bei Kanzlerbesuchen oder der Fußball-WM. Aus diesem Grund gehört dem CBRN-Zug ebenfalls ein TLF 3000 an, das mit Materialien zur Brandbekämpfung, zur einfachen technischen Hilfeleistung und zum Abarbeiten von CBRN-Einsätzen ausgestattet ist. Zum Mannschaftstransport dient ein MTF mit eingebauter Lautsprecheranlage.

## Floriansdorf Aachen

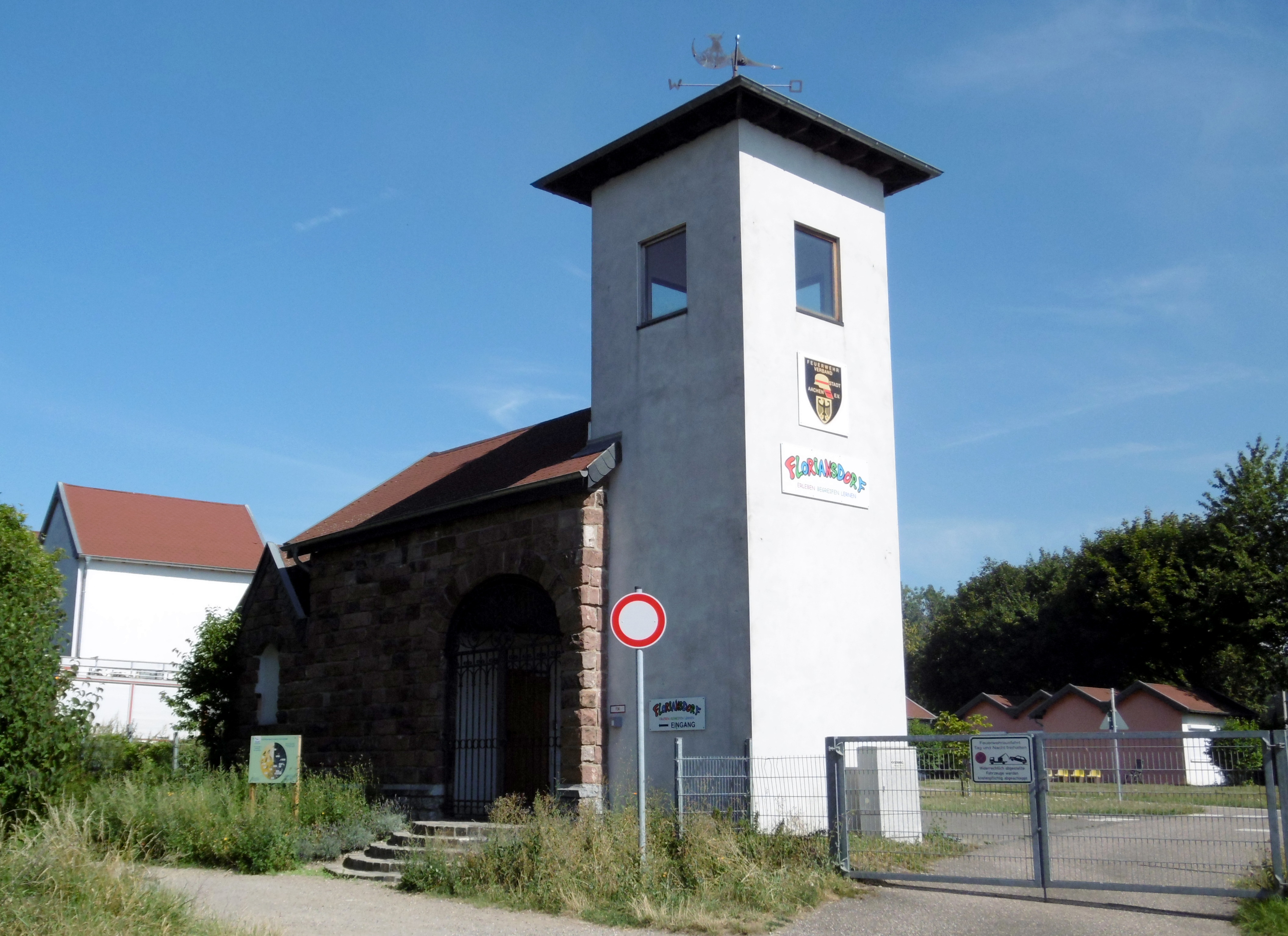
Floriansdorf / Eingang
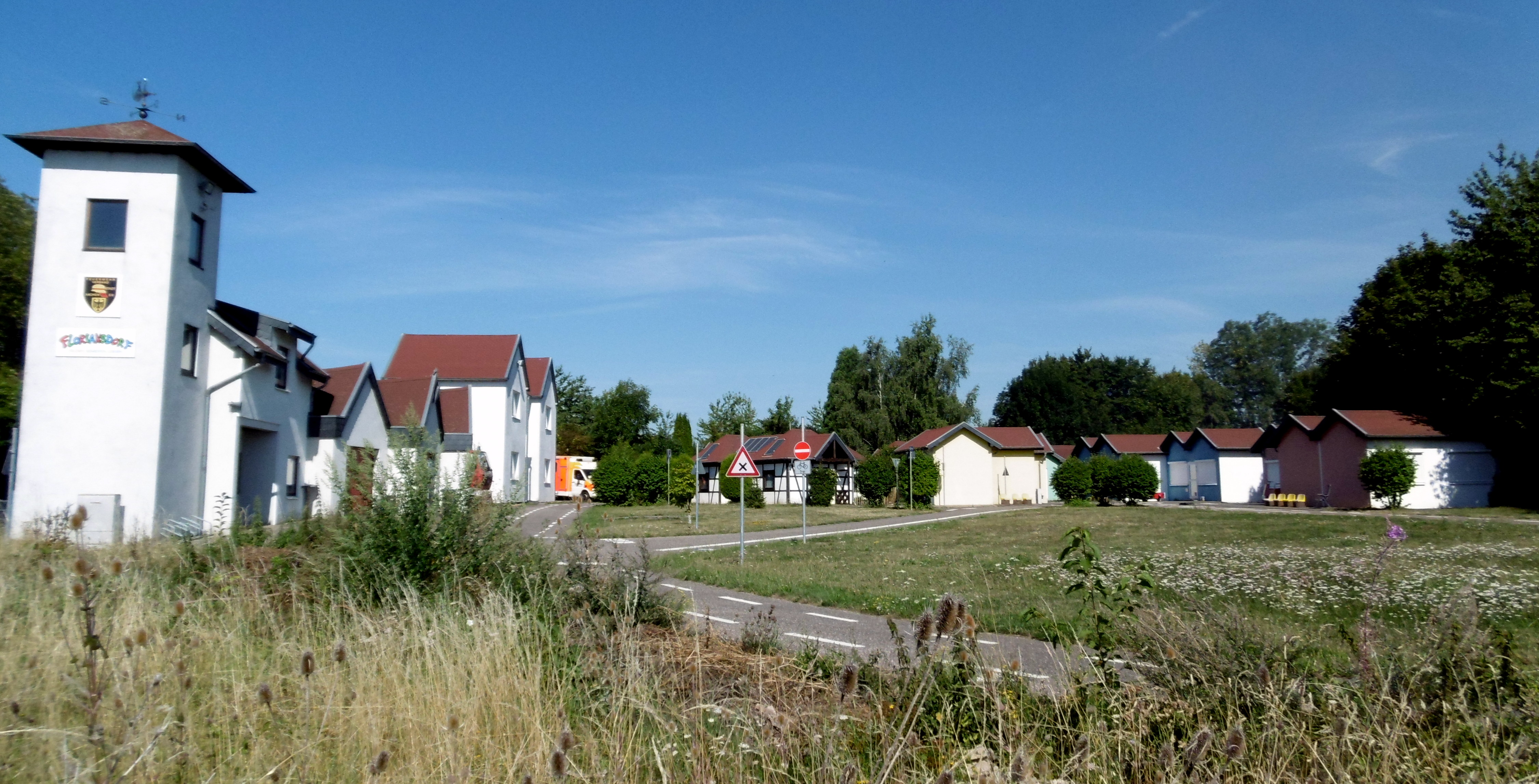
Dorfansicht

Nach dem Vorbild des Floriansdorfes Iserlohn entstand 2005 mit Hilfe von Sponsoren an der Feuerwache 3 ein euregionales Floriansdorf, am Rande des Campus Melaten.
Unter dem Motto Erleben, Begreifen, Lernen – Kinder helfen Brände verhüten erfolgt hier, betreut durch die Feuerwehrverbände der Stadt und der Städteregion Aachen, Brandschutzerziehung und Brandschutzaufklärung. Hier ist auch der Standort des Colourdomes, ein Experimentalbau der RWTH Aachen und des Energiehauses der Stadtwerke Aachen.